# 737
Cette page concerne l'année 737  du calendrier julien. Pour l'année 737 av. J.-C., voir 737 av. J.-C.  Pour l'avion, voir Boeing 737.
L'année 737 est une année commune qui commence un mardi.

## Événements
- En Chine, dans l'actuelle province du Yunnan, Piluoge unifie le royaume de Nanzhao avec l'aide des Tang[1].
- Les musulmans du Sind bâtissent une nouvelle capitale, Mansûra (Brahmanabad)[2].

### Europe
- 16 mars - 30 avril : mort de Thierry IV et début de l'interrègne de Charles Martel (fin en 743) qui laisse vacant le trône mérovingien[3].
- 18 septembre : début du règne de Favila des Asturies (fin en 739)[4].

- Les Maures de Narbonnaise ont pris Avignon avec l’appui de Maurontius et étendent leurs ravages jusqu’à Lyon. Charles Martel et son frère Childebrand reprennent la ville abandonnée par les Maures. Charles poursuit les Musulmans jusqu’en Septimanie, soumet Nîmes, Maguelonne, Béziers puis met le siège devant Narbonne. Des renforts envoyés par le gouverneur d'Espagne Uqba ibn al-Hajjaj et conduit par Amormacha (Omar ibn Chaled) sont repoussés à l'embouchure de la rivière Berre près de l'étang de Bages. Charles ne peut prendre Narbonne et retourne en Austrasie avec un immense butin pris sur les villes de Maguelonne, Agde, Béziers et Nîmes qui sont incendiées[5].
- Expédition musulmane contre la Sardaigne[6].
- Phase I du Danevirke, ligne fortifiée danoise qui barre la péninsule du Jütland à sa base. Il est constitué de levées de terre de hauteur variable (six à sept mètres à l’endroit le plus sensible), renforcé par des traverses de bois et couronné par une palissade ; un fossé double le mur[7].

## Décès en 737
- 16 mars - 30 avril : Thierry IV, roi des Francs, avant-dernier mérovingien.
- 18 septembre : Pélage le Conquérant, premier roi des Asturies[4].